# Liste der Biografien/Woy
Liste der Biografien |
Portal Biografien |
Personensuche
# |
A |
B |
C |
D |
E |
F |
G |
H |
I |
J |
K |
L |
M |
N |
O |
P |
Q |
R |
S |
T |
U |
V |
W |
X |
Y |
Z |
?
 
Wa |
Wc |
Wd |
We |
Wh |
Wi |
Wj |
Wl |
Wn |
Wo |
Wr |
Ws |
Wt |
Wu |
Ww |
Wy |
Wz
 
Woa |
Wob |
Woc |
Wod |
Woe |
Wof |
Wog |
Woh |
Woi |
Woj |
Wok |
Wol |
Wom |
Won |
Woo |
Wop |
Wor |
Wos |
Wot |
Wou |
Wov |
Wow |
Wox |
Woy |
Woz
Die Liste der Biografien führt alle Personen auf, die in der deutschsprachigen Wikipedia einen Artikel haben. Dieses ist eine Teilliste mit 48 Einträgen von Personen, deren Namen mit den Buchstaben „Woy“ beginnt.

## Woy

### Woyc
- Wóycicki, Kazimierz Władysław (1807–1879), polnischer Schriftsteller
- Wóycicki, Zbigniew (1902–1928), polnischer Offizier und Skisportler
- Woyciechowski, Tytus (1808–1879), polnischer politischer Aktivist, Landwirt und KunstmäzenTytus Woyciechowski (1808–1879)

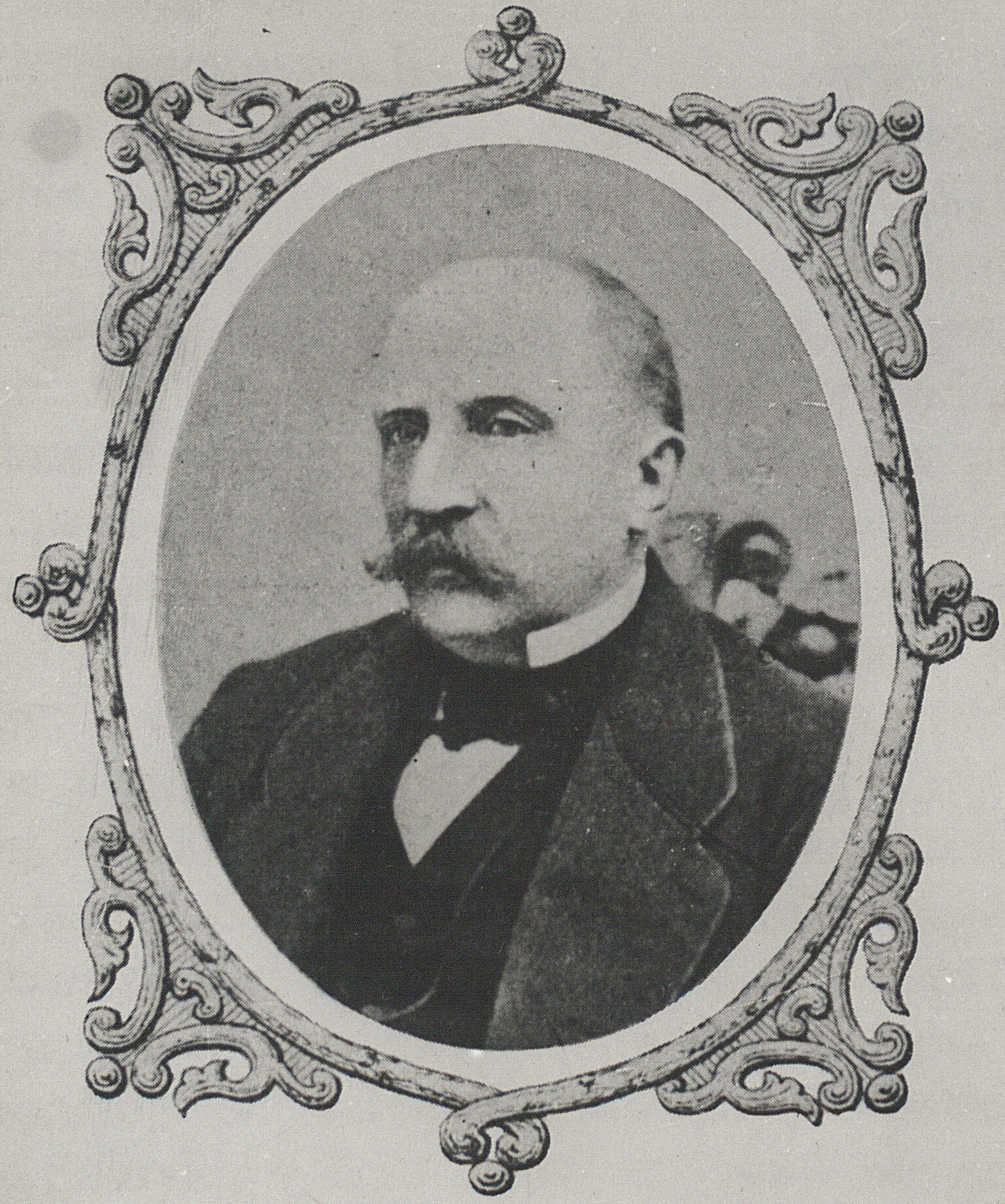
Tytus Woyciechowski (1808–1879)

- Woycke, Eugen Adalbert (* 1843), deutscher Pianist, Komponist und Musikpädagoge

### Woyd
- Woyda, Witold (1939–2008), polnischer Florettfechter
- Woyde, Aleksander Jan (1834–1889), polnischer Architekt
- Woyde, Uwe (* 1966), deutscher Fußballspieler
- Woydt, Horst, deutscher Fußballspieler
- Woydt, Nele Savita (* 1971), deutsche Schauspielerin, Sprecherin und Model
- Woydt, Peter (1941–1997), deutscher Sportjournalist

### Woyk
- Woyke, Andreas (* 1966), deutscher Konzertpianist, Kammermusiker, Jazzpianist und Komponist
- Woyke, Johannes (* 1968), evangelischer Theologe
- Woyke, Meik (* 1972), deutscher Historiker
- Woyke, Rolf (1936–2019), deutscher evangelischer Pfarrer und Autor
- Woyke, Wichard (* 1943), deutscher Politikwissenschaftler
- Woyke, Wilfried (* 1944), deutscher Fußballspieler

### Woyn
- Woyna, Daniel von (1789–1862), preußischer Generalmajor
- Woyna, Eduard von (1795–1850), österreichischer Diplomat und Feldzeugmeister
- Woyna, Emil von (1812–1881), preußischer Generalleutnant
- Woyna, Franciszek Ksawery (1750–1813), polnischer Schriftsteller und Politiker
- Woyna, Wilhelm Dewitz von (1857–1930), deutscher Verwaltungsjurist, Gutsherr und königlich-preußischer Landrat
- Woyna, Wilhelm von (1784–1865), preußischer Generalmajor, Kommandeur des Kadettenhauses in Kulm
- Woyna, Wilhelm von (1819–1896), preußischer General der Infanterie
- Woyna, Wilhelm von (1863–1950), preußischer Generalleutnant
- Woyna-Orlewicz, Marian (1913–2011), polnischer Skilangläufer und Nordischer Kombinierer
- Woynar, Heinrich Karl (1865–1917), österreichischer Botaniker

### Woyr
- Woyrsch, Felix (1860–1944), deutscher Komponist
- Woyrsch, Günther von (1858–1923), deutscher Rittergutsbesitzer, Verwaltungs- und Hofbeamter und Politiker
- Woyrsch, Karl Wilhelm Remus von (1814–1899), deutscher Gutsbesitzer und Politiker
- Woyrsch, Remus von (1847–1920), preußischer Generalfeldmarschall
- Woyrsch, Udo von (1895–1983), deutscher Politiker (NSDAP), SS-Obergruppenführer und General der PolizeiUdo von Woyrsch (1895–1983)

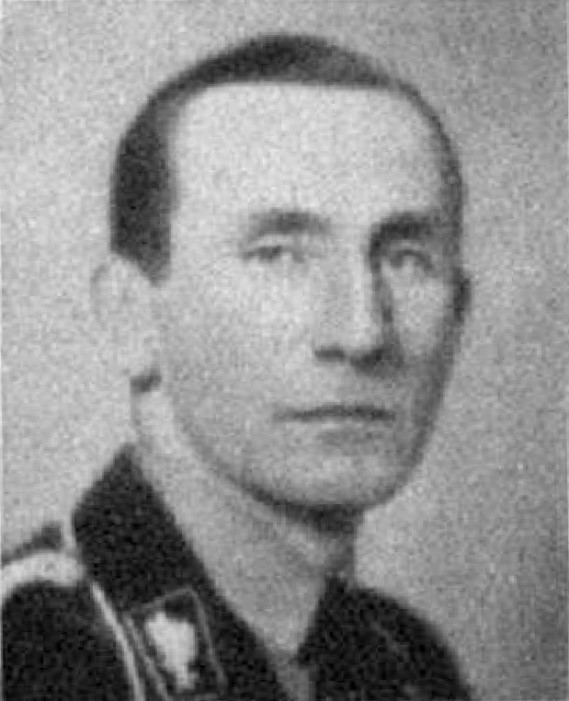
Udo von Woyrsch (1895–1983)

### Woys
- Woysch, Nicole (* 1976), deutsche Triathletin
- Woyski, Jürgen von (1929–2000), deutscher Bildhauer und Maler
- Woyski, Klaus von (1931–2017), deutscher Maler, Grafiker und Restaurator
- Woyssel, Johann (1544–1586), Arzt

### Woyt
- Woytasik, Natalia E. (* 1967), deutsche Fotografin, Malerin und experimentelle Musikerin im Bereich der Neuen Musik
- Woyte, Curt (* 1879), deutscher Altphilologe
- Woytek, Bernhard (* 1974), österreichischer Althistoriker und Numismatiker
- Woytek, Erich (* 1942), österreichischer Klassischer Philologe
- Woythal, Martin (1928–2012), deutscher Bürgermeister und Landrat
- Woytinsky, Wladimir (1885–1960), Wirtschaftsstatistiker und Wirtschaftspolitiker
- Woytowicz, Bolesław (1899–1980), polnischer Komponist, Pianist und Musikpädagoge
- Woytowicz, Marko (* 1963), deutscher Schauspieler, Sänger und ehemaliger Basketballspieler
- Woytowicz, Monika (* 1944), deutsche Schauspielerin
- Woytowicz, Stefania (1922–2005), polnische Sängerin (Sopran)

### Woyw
- Woywitka, Jeff (* 1983), kanadischer Eishockeyspieler
- Woywood, Katja (* 1971), deutsche SchauspielerinKatja Woywood (* 1971)

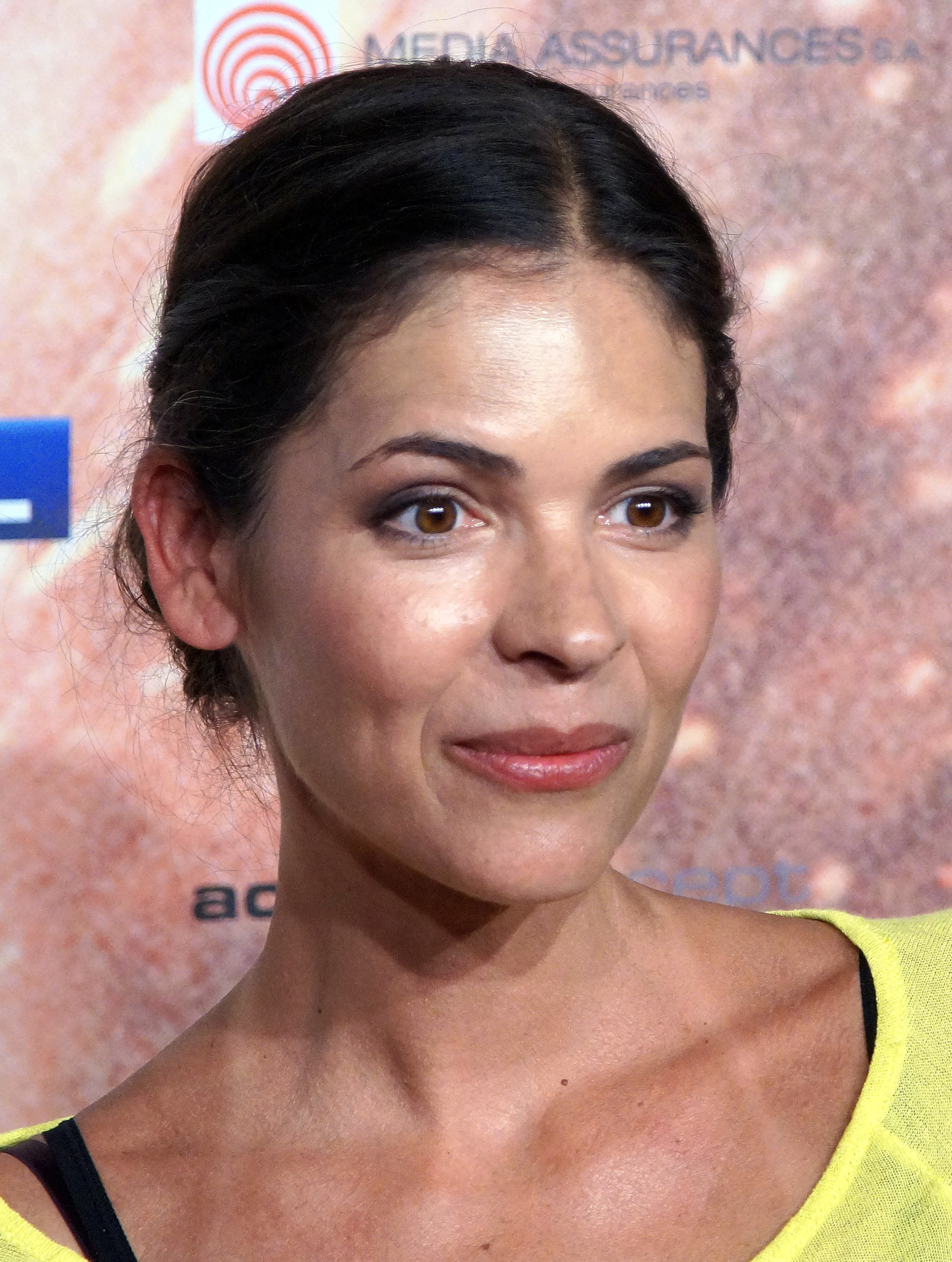
Katja Woywood (* 1971)

### Woyz
- Woyzeck, Johann Christian (1780–1824), deutscher Mann und Vorlage für die Hauptfigur in Georg Büchners Drama Woyzeck